# Општина Ходош
Општина Ходош (словен. Hodoš, мађ. Hodos) је једна од општина Помурске регије у држави Словенији. Седиште општине је истоимено насеље Ходош.
Општина Ходош је једна од општина са мађарском националном мањином у Словенији, а у општинским установама мађарски језик је козваничан са словеначким.

## Природне одлике
Рељеф: Општина Ходош налази се у крајње североисточном делу Словеније и гранична је са Мађарском. Општина се простире у северном делу области Прекомурје, који припада побрђу Горичко.
Клима: У општини влада умерено континентална клима.
Воде: Најважнији водоток је речица Велика Крка, која на протоком кроз општину прелази у Мађарску. Остали водотоци су мали и њене су притоке.

## Становништво
Општина Ходош је веома ретко насељена.
Општина Ходош је једна од 3 општине са мађарским становништвом у Словенији. Већинско становништво у општини су Мађари (59%), а мањинско Словенци (35%). У општинској самоуправи мађарски језик је у равномерном положају са словеначким.
Општина Ходош је такође једина општина у Словенији у којој је претежна вероисповест евангелистичко-протестанска.

## Насеља општине
| - Крпливник - Ходош |